# Nathan Zézé
Pour les articles homonymes, voir Zeze.
Nathan Zézé, né le 18 juin 2005 à Nantes en France, est un footballeur français qui évolue au poste de défenseur central au Neom SC.

## Biographie

### Carrière en club
Né à Nantes en France, Nathan Zézé grandit à 25 kilomètres à l'est de sa ville natale, à La Varenne. Il commence le football à l'US Loire et Divatte avant de rejoindre le FC Nantes en 2013, où il poursuit sa formation. Souvent surclassé dans les équipes de jeunes, il officie notamment comme capitaine avec les moins de 17 ans et les moins de 19 ans.

#### Débuts au FC Nantes
Il joue son premier match en professionnel le 7 janvier 2023, à l'occasion d'un match de coupe de France face à l'AF Virois. Il entre en jeu à la place de Nicolas Pallois et son équipe s'impose par deux buts à zéro,,. Zézé fait ses débuts en Ligue 1 le 15 janvier 2023, face au Montpellier HSC, étant directement titularisé à seulement 17 ans et 7 mois. Il voit son équipe l'emporter par trois buts à zéro,.
Le 4 juillet 2023, Nathan Zézé signe son premier contrat professionnel avec le FC Nantes, d'une durée de trois ans, soit jusqu'en juin 2026.
La saison suivante, il profite de l'absence de recrue en remplacement d'Andreï Girotto pour être aligné d'entrée lors de la 1re journée de Ligue 1, face à Toulouse (1-2). Il subit une crise d'appendicite dans les jours qui suivent, le privant de terrain pendant plusieurs semaines. 
De retour en forme, il devient le capitaine de l'épopée des jeunes U19 nantais en Youth League. En grande difficulté en Ligue 1, Jocelyn Gourvennec décide de le relancer en Coupe de France face à Laval (0-1). Malgré la défaite, Nathan Zézé offre une belle prestation. Il enchaîne ensuite les titularisations en Ligue 1 durant l'hiver.
Devenu titulaire dans la défense nantaise, Zézé prolonge son contrat avec son club formateur le 17 mars 2024, étant désormais lié au club jusqu'en juin 2028.

#### Neom SC (2025-)
Le 28 juillet 2025, Zézé signe au Neom SC, en Arabie saoudite. 
Il devient ainsi la plus grosse vente de l’histoire du FC Nantes.

### En sélection
Nathan Zézé représente l'équipe de France des moins de 17 ans, jouant un total de six matchs avec cette sélection, tous en 2021.
En septembre 2022, Zézé est convoqué pour la première fois avec les moins de 18 ans.
Il participe au tournoi Maurice Revello avec l'équipe de France en juin 2023.
En septembre 2024, Zézé est convoqué pour la première fois avec l'équipe de France espoirs. Il vient notamment renforcer l'équipe après plusieurs forfaits. En juin 2025, il est sélectionné pour participer à l'Euro espoirs. Il inscrit son 1er but avec les espoirs lors du troisième match de poule, face à la Pologne.